# Páros műkorcsolya az 1928. évi téli olimpiai játékokon
Az 1928. évi téli olimpiai játékokon a műkorcsolya páros versenyszámát február 16-án rendezték. Az aranyérmet a francia Andrée Joly–Pierre Brunet-páros nyerte. A versenyszámban nem vett részt magyar páros.

## Végeredmény
Kilenc bíró pontozta a versenyzőket. A pontok alapján a bírók mindegyikénél külön-külön kialakult egy sorrend, ez egy helyezési pontszámot is jelentett. A végeredmény a következő kritériumok alapján alakult ki:
1. „Többségi helyezések száma”. Az a versenyző végzett előrébb, akit a bírók többsége előrébb rangsorolt. A bírók többsége azt jelentette, hogy a legjobb 5 helyezést adó bíró helyezési pontszámait vették figyelembe, de ha at 5. bíró helyezésével még volt azonos helyezés, akkor az(oka)t is figyelembe vették. Ezt az adatot tartalmazza az oszlop. (Pl. a „6×3+” azt jelenti, hogy a versenyző 6 bírónál az első 3 hely valamelyikén végzett.)
2. „Helyezések összege” (az összes bíró helyezési pontszámainak összege)
3. Kötelező elemek pontszáma

| Helyezés | Versenyzők                                                     | Helyezési pontszámok bírónként | Helyezési pontszámok bírónként | Helyezési pontszámok bírónként | Helyezési pontszámok bírónként | Helyezési pontszámok bírónként | Helyezési pontszámok bírónként | Helyezési pontszámok bírónként | Helyezési pontszámok bírónként | Helyezési pontszámok bírónként | Több. hely. száma | Hely. össz. | Pont   |
| Helyezés | Versenyzők                                                     | 1                              | 2                              | 3                              | 4                              | 5                              | 6                              | 7                              | 8                              | 9                              | Több. hely. száma | Hely. össz. | Pont   |
| -------- | -------------------------------------------------------------- | ------------------------------ | ------------------------------ | ------------------------------ | ------------------------------ | ------------------------------ | ------------------------------ | ------------------------------ | ------------------------------ | ------------------------------ | ----------------- | ----------- | ------ |
| Arany    | Franciaország (FRA) · Andrée Joly · Pierre Brunet              | 4,0                            | 1,0                            | 1,0                            | 1,0                            | 2,0                            | 1,0                            | 2,0                            | 1,0                            | 1,0                            | 6×1+              | 14,0        | 100,50 |
| Ezüst    | Ausztria (AUT)-1 · Lilly Scholz · Otto Kaiser                  | 3,0                            | 2,0                            | 2,0                            | 2,0                            | 1,0                            | 2,0                            | 1,0                            | 2,0                            | 2,0                            | 8×2+              | 17,0        | 99,25  |
| Bronz    | Ausztria (AUT)-2 · Melitta Brunner · Ludwig Wrede              | 2,0                            | 4,0                            | 3,0                            | 5,0                            | 3,0                            | 3,0                            | 3,0                            | 3,0                            | 3,0                            | 7×3+              | 29,0        | 93,25  |
| 4.       | Egyesült Államok (USA)-1 · Beatrix Loughran · Sherwin Badger   | 1,0                            | 9,0                            | 5,0                            | 3,0                            | 5,0                            | 4,0                            | 5,0                            | 7,0                            | 4,0                            | 7×5+              | 43,0        | 87,50  |
| 5.       | Finnország (FIN) · Ludovika Jakobsson · Walter Jakobsson       | 7,0                            | 3,0                            | 7,0                            | 6,0                            | 7,0                            | 6,0                            | 6,0                            | 4,0                            | 5,0                            | 6×6+              | 51,0        | 84,00  |
| 6.       | Belgium (BEL) · Josy van Leberghe · Robert van Zeebroeck       | 6,0                            | 7,0                            | 4,0                            | 4,0                            | 6,0                            | 7,0                            | 7,0                            | 5,0                            | 8,0                            | 5×6+              | 54,0        | 83,00  |
| 7.       | Nagy-Britannia (GBR)-1 · Ethel Muckelt · Jack Page             | 8,5                            | 6,0                            | 8,0                            | 8,0                            | 8,0                            | 5,0                            | 4,0                            | 8,0                            | 6,0                            | 8×8+              | 61,5        | 79,00  |
| 8.       | Németország (GER) · Ilse Kishauer · Ernst Gaste                | 5,0                            | 5,0                            | 6,0                            | 10,0                           | 4,0                            | 9,0                            | 8,0                            | 6,0                            | 11,0                           | 5×6+              | 64,0        | 75,75  |
| 9.       | Egyesült Államok (USA)-2 · Theresa Blanchard · Nathaniel Niles | 8,5                            | 8,0                            | 12,0                           | 7,0                            | 9,0                            | 8,0                            | 12,0                           | 9,0                            | 7,0                            | 7×9+              | 80,5        | 69,00  |
| 10.      | Kanada (CAN) · Maude Smith · Jack Eastwood                     | 13,0                           | 10,0                           | 10,0                           | 9,0                            | 13,0                           | 10,0                           | 10,0                           | 11,5                           | 9,0                            | 6×10+             | 95,5        | 67,25  |
| 11.      | Svájc (SUI) · Elvira Barbey · Louis Barbey                     | 11,5                           | 12,0                           | 9,0                            | 13,0                           | 10,0                           | 11,0                           | 9,0                            | 11,5                           | 10,0                           | 5×11+             | 97,0        | 64,75  |
| 12.      | Csehszlovákia (TCH) · Libuše Veselá · Vojtěch Veselý           | 10,0                           | 11,0                           | 13,0                           | 12,0                           | 11,0                           | 12,0                           | 11,0                           | 10,0                           | 12,0                           | 5×11+             | 102,0       | 60,00  |
| 13.      | Nagy-Britannia (GBR)-2 · Kathleen Lovett · Proctor Burman      | 11,5                           | 13,0                           | 11,0                           | 11,0                           | 12,0                           | 13,0                           | 13,0                           | 13,0                           | 13,0                           | 9×13+             | 110,5       | 57,75  |